# Élections législatives de 1898 en Vaucluse
Les élections législatives de 1898 ont eu lieu les 8 et 22 mai.

## Élus
|   | Circonscription | Député sortant                      |  | Groupe parlementaire | Député élu                          |  | Groupe parlementaire      |
| - | --------------- | ----------------------------------- |  | -------------------- | ----------------------------------- |  | ------------------------- |
| 1 | Apt             | Eugène Reboulin                     |  | Radical indépendant  | Émile Abel-Bernard                  |  | Groupe radical-socialiste |
| 2 | Avignon         | Joseph-Gaston Pouquery de Boisserin |  | Non inscrit          | Joseph-Gaston Pouquery de Boisserin |  | Non inscrit               |
| 3 | Carpentras      | Alfred Naquet                       |  |                      | Gustave Delestrac                   |  | Gauche démocratique       |
| 4 | Orange          | Joseph Ducos                        |  | Rallié               | Paul Faure                          |  | Gauche démocratique       |

## Résultats à l'échelle du département
| Partis         | Partis                     | Premier tour | Premier tour | Deuxième tour | Deuxième tour | Sièges |
| Partis         | Partis                     | Voix         | %            | Voix          | %             | Sièges |
| -------------- | -------------------------- | ------------ | ------------ | ------------- | ------------- | ------ |
|                | Radicaux                   | 23 695       | 42,31        | 31 604        | 52,73         | 3      |
|                | Radicaux socialistes       | 11 397       | 20,35        | 6 409         | 10,69         | 1      |
|                | Ralliés                    | 7 310        | 13,05        | 8 392         | 14,00         | 0      |
|                | Républicains progressistes | 6 470        | 11,55        | 8 139         | 13,58         | 0      |
|                | Nationaliste               | 4 476        | 7,99         | 5 396         | 9,00          | 0      |
|                | Révisionniste              | 1 525        | 2,72         |               |               | 0      |
|                | Socialistes                | 1 127        | 2,01         | 0             |               |        |
|                |                            |              |              |               |               |        |
| Inscrits       | Inscrits                   | 82 078       | 100,00       | 82 078        | 100,00        | 4      |
| Votants        | Votants                    | 56 742       | 69,13        | 60 669        | 73,92         |        |
| Abstentions    | Abstentions                | 25 336       | 30,87        | 21 409        | 26,08         |        |
| Blancs et nuls | Blancs et nuls             | 742          | 1,31         | 729           | 1,20          |        |
| Exprimés       | Exprimés                   | 56 000       | 98,69        | 59 940        | 98,80         |        |

## Résultats par arrondissement

### Arrondissement d'Apt
| Candidat       | Candidat           | Parti                    | Premier tour | Premier tour | Deuxième tour | Deuxième tour |
| Candidat       | Candidat           | Parti                    | Voix         | %            | Voix          | %             |
| -------------- | ------------------ | ------------------------ | ------------ | ------------ | ------------- | ------------- |
|                | Eugène Reboulin    | Radical                  | 4 166        | 37,47        | 5 457         | 45,99         |
|                | Émile Abel-Bernard | Radical socialiste       | 2 551        | 22,95        | 6 409         | 54,01         |
|                | Jouve              | Radical                  | 2 251        | 20,25        |               |               |
|                | Georges Laguerre   | Révisionniste            | 1 525        | 13,72        |               |               |
|                | Picheral           | Républicain progressiste | 624          | 5,61         |               |               |
|                |                    |                          |              |              |               |               |
| Inscrits       | Inscrits           | Inscrits                 | 15 639       | 100,00       | 15 639        | 100,00        |
| Votants        | Votants            | Votants                  | 11 217       | 71,72        | 12 004        | 76,76         |
| Abstention     | Abstention         | Abstention               | 4 422        | 28,28        | 3 635         | 23,24         |
| Blancs et nuls | Blancs et nuls     | Blancs et nuls           | 100          | 0,89         | 138           | 1,15          |
| Exprimés       | Exprimés           | Exprimés                 | 11 117       | 99,11        | 11 866        | 98,85         |

### Arrondissement d'Avignon
| Candidat       | Candidat                            | Parti                    | Premier tour | Premier tour | Deuxième tour | Deuxième tour |
| Candidat       | Candidat                            | Parti                    | Voix         | %            | Voix          | %             |
| -------------- | ----------------------------------- | ------------------------ | ------------ | ------------ | ------------- | ------------- |
|                | Joseph-Gaston Pouquery de Boisserin | Radical                  | 8 261        | 49,43        | 10 221        | 55,67         |
|                | Valayer                             | Républicain progressiste | 5 846        | 34,98        | 8 139         | 44,33         |
|                | Aimé Florent                        | Radical socialiste       | 2 605        | 15,59        |               |               |
|                |                                     |                          |              |              |               |               |
| Inscrits       | Inscrits                            | Inscrits                 | 25 348       | 100,00       | 25 348        | 100,00        |
| Votants        | Votants                             | Votants                  | 16 893       | 66,64        | 18 610        | 73,42         |
| Abstention     | Abstention                          | Abstention               | 8 455        | 33,36        | 6 738         | 26,58         |
| Blancs et nuls | Blancs et nuls                      | Blancs et nuls           | 181          | 1,07         | 250           | 1,34          |
| Exprimés       | Exprimés                            | Exprimés                 | 16 712       | 98,93        | 18 360        | 98,66         |

### Arrondissement de Carpentras
| Candidat       | Candidat          | Parti          | Premier tour | Premier tour | Deuxième tour | Deuxième tour |
| Candidat       | Candidat          | Parti          | Voix         | %            | Voix          | %             |
| -------------- | ----------------- | -------------- | ------------ | ------------ | ------------- | ------------- |
|                | Georges Thiébaud  | Nationaliste   | 4 476        | 39,45        | 5 396         | 43,87         |
|                | Gustave Delestrac | Radical        | 3 395        | 29,92        | 6 904         | 56,13         |
|                | Auguste Béraud    | Radical        | 2 349        | 20,70        |               |               |
|                | Bertrand          | Socialiste     | 1 127        | 9,93         |               |               |
|                |                   |                |              |              |               |               |
| Inscrits       | Inscrits          | Inscrits       | 17 535       | 100,00       | 17 535        | 100,00        |
| Votants        | Votants           | Votants        | 11 424       | 65,15        | 12 373        | 70,56         |
| Abstention     | Abstention        | Abstention     | 6 111        | 34,85        | 5 162         | 29,44         |
| Blancs et nuls | Blancs et nuls    | Blancs et nuls | 77           | 0,67         | 73            | 0,59          |
| Exprimés       | Exprimés          | Exprimés       | 11 347       | 99,33        | 12 300        | 99,41         |

### Arrondissement d'Orange
| Candidat       | Candidat       | Parti              | Premier tour | Premier tour | Deuxième tour | Deuxième tour |
| Candidat       | Candidat       | Parti              | Voix         | %            | Voix          | %             |
| -------------- | -------------- | ------------------ | ------------ | ------------ | ------------- | ------------- |
|                | Joseph Ducos   | Rallié             | 7 310        | 42,69        | 8 392         | 48,19         |
|                | Paul Faure     | Radical            | 3 273        | 19,11        | 9 022         | 51,81         |
|                | Marius Loque   | Radical socialiste | 2 979        | 17,40        |               |               |
|                | Gent           | Radical socialiste | 2 036        | 11,89        |               |               |
|                | Barbur         | Radical socialiste | 1 526        | 8,91         |               |               |
|                |                |                    |              |              |               |               |
| Inscrits       | Inscrits       | Inscrits           | 23 556       | 100,00       | 23 556        | 100,00        |
| Votants        | Votants        | Votants            | 17 208       | 73,05        | 17 682        | 75,06         |
| Abstention     | Abstention     | Abstention         | 6 348        | 26,95        | 5 874         | 24,94         |
| Blancs et nuls | Blancs et nuls | Blancs et nuls     | 84           | 0,49         | 268           | 1,52          |
| Exprimés       | Exprimés       | Exprimés           | 17 124       | 99,51        | 17 414        | 98,48         |